# Michaël Privot
Michaël Privot, né le 4 août 1974 à Verviers en province de Liège, est une personnalité médiatique belge francophone, militant pour un « islam européen ». Il est directeur du Conseil musulman de Belgique.

## Biographie

### Philosophie et soufisme
Michaël Privot naît le 4 août 1974 dans une famille catholique. En 1993, aux portes de la vingtaine, il a commencé à apprendre la langue arabe à Liège, en vue d’une carrière diplomatique. Michaël Privot étudie alors la philosophie islamique. « Ce que je découvrais aussi de l’islam, c’était le soufisme, et puis cette gnose très intellectuelle (…) »
Il est licencié en Histoire et philologie orientales et docteur en langues et lettres de l’Université de Liège (ULg). Michaël Privot est présenté par des médias belges francophones comme un « islamologue ». De 2002 à 2004, à l'Université de Liège, il a supervisé des cours pratiques de langue arabe[réf. nécessaire].

### Frères musulmans
Dans son autobiographie publiée en 2017, Michaël Privot y raconte qu'il s'est converti à la religion musulmane et qu'il a été membre du Conseil d'Administration d'une mosquée de sa ville (Verviers). Il prétend avoir intégré la Société des Frères musulmans, puis serait entré en conflit avec cette organisation. Toujours selon Michaël Privot lui-même, il aurait quitté en 2012 ce groupe considéré comme terroriste par plusieurs pays. Dans la dernière partie de Quand j'étais frère musulman, parcours vers un islam des lumières, le militant expose ses réflexions sur les moyens de créer un islam des Lumières « ouvert, pacifique et en phase avec la modernité ».
En 2009, Michael Privot est-co auteur avec Cédric Baylocq du livre Tareq Oubrou, profession imam aux éditions Albin Michel. Pour Tareq Oubrou, dit « l’imam de Bordeaux », cet ouvrage est un moyen d’amorcer une réflexion qui permettrait aux musulmans d’avoir accès à un discours sur une pratique en adéquation avec leur vie et leurs préoccupations sur le territoire français. En 2010 il devient directeur de l'European Network Against Racism, dont il démissionnera en août 2021.
Alors qu'en 2012 Tareq Oubrou a dit à l'Assemblée nationale que l'homosexualité n'est pas condamnée dans le Coran ou dans la sunna, le penseur réformateur Michaël Privot a déclaré la même année que si l'homosexualité constitue bien un « défi théologique », chacun dans une société démocratique est libre de son positionnement sur l'homosexualité et le mariage entre citoyens de même sexe,.
Privot cofonde en 2013 avec la militante écologiste  Fatima Zibouh ainsi qu'avec Mahinur Özdemir Empowering Belgian Muslims (EmBeM), structure proche, selon Florence Bergeaud-Blackler de l'Observatoire des fondamentalismes, du Collectif contre l'islamophobie. L'association est en liquidation depuis le 23 décembre 2022,.

### Islam belge institutionnel
Début mai 2015, avec le dramaturge et réalisateur Ismaël Saidi, Tewfiq Sahih (un enseignant) et Zehra Günaydin (une médecin), Michael Privot propose dix actions concrètes pour créer un islam des Lumières, un islam moderne adapté à la société belge. Selon ces quatre militants, « le vide intellectuel et spirituel » régnerait au sein des mosquées en Belgique. Ils souhaitent notamment rendre l'islam belge « plus institutionnel ». Leurs propositions sont qualifiées de « radicales».
Par exemple, des mosquées pilotes seront caractérisées par une présence paritaire des femmes dans l’auditoire ainsi qu’au Conseil d’administration. Elles seront des lieux de vie inclusifs de toute la diversité de l’islam. Les prêches diffuseront et contribueront à l’articulation concrète de cet islam européen. Et « toute mosquée qui ne sera pas en règle sera fermée par les autorités. Toute mosquée qui n’aura pas commencé le processus de reconnaissance sera fermée par les autorités compétentes. »
Selon un spécialiste cité par La Libre Belgique : « Dire qui ces militants représentent vraiment est difficile (...) Ce sont souvent les mêmes noms, parfois critiqués, qui se retrouvent dans une multitude de structures. » Caroline Sägesser, chercheuse à l'Université libre de Bruxelles et spécialiste du financement des cultes en Belgique, a l'impression que les quatre signataires méconnaissent le régime belge des cultes et les principes constitutionnels belges. Les propositions des militants ne sont pas compatibles avec la liberté de culte, ni avec le principe belge de la séparation Église-État, ni avec l'égalité entre les citoyens de différentes confessions.
Michaël Privot critique avec virulence l'islam orthodoxe de l'Arabie saoudite et la Grande mosquée de Bruxelles qui, selon lui, aurait servi de terreau à la filière jihadiste.
Début janvier 2016, Ismaël Saidi, Michaël Privot et Rachid Benzine, figure de proue de l'Islam libéral francophone, reçoivent de la Région de Bruxelles-Capitale un financement de 275 000 euros pour, entre autres, réaliser des capsules vidéo sur le sujet de l'islam, pour les jeunes. À cette occasion, le ministre-président socialiste Rudi Vervoort déclare : « Aujourd'hui, nous devons donner une place à cet islam progressiste et ouvert ». La députée flamande du sp.a (parti socialiste flamand) Yamila Idrissi soutient l'entreprise. Mais Saidi, Privot et Benzine annoncent se retirer du projet.
Les attentats bruxellois du 22 mars 2016 offrent à Michaël Privot l'opportunité de propager internationalement son point de vue critique sur l'islam en Belgique, hostile notamment à la Grande mosquée de Bruxelles qu'il associe à l'extrémisme,,.
En 2018, Michaël Privot et Ismaël Saidi (ancien policier devenu dramaturge) dévoilent leur interprétation inédite de l'islam dans Mais au fait, qui était vraiment Mahomet ? Le Prophète comme on ne vous l'a jamais raconté, édité par Flammarion.
Depuis novembre 2019, avec Radouane Attiya (assistant au Service d'études arabes et islamiques à la Faculté de Philosophie et Lettres de l'université de Liège), Michaël Privot anime sur la radio chrétienne RCF l'émission Lumières d'islam couvrant « toute une gamme » de cette religion plurielle « depuis les considérations de violence terroriste abjecte jusqu'à la fine pointe de la spiritualité soufie ». Avec peu de données théologiques. Mais plutôt un intérêt pour les cultures et civilisations, à travers le temps (passé et présent).
En 2019, Michaël Privot a déposé les statuts d’un Institut européen des études de l’islam, dont l'objectif est de former des imams et des aumôniers musulmans européens avec un niveau académique. « Pour mieux harmoniser la pratique des musulmans avec les sociétés dans lesquelles ils vivent. » Comme Ghaleb Bencheikh (président de la Fondation de l'islam de France), Michaël Privot soutient l'association « Voix d’un islam éclairé », créée par Anne-Sophie Monsinay et Eva Janadin, premières femmes imames en France qui dirigent des prières (salât) mixtes, hommes et femmes (voilées ou pas) mélangés,.

### Création duConseil des musulmans
En juin 2023, le ministre de la Justice Vincent Van Quickenborne a sélectionné un projet mené par Michaël Privot visant à créer un nouvel Exécutif des musulmans de Belgique.
De nombreux musulmans belges ont été choqués par la création de cette nouvelle organisation.
L’ancien Exécutif des musulmans de Belgique dénonce un projet « téléguidé » par Vincent Van Quickenborne. Dans un communiqué, l'EMB évoque une « croisade ».
Selon la Diyanet de Belgique, la nouvelle association de Michaël Privot n'est ni représentative, ni légitime.
Le dépit engendré par la destitution de l’EMB va de pair avec la méfiance que suscite, parmi les représentants d’autres cultes, les personnalités du nouveau Conseil musulman de Belgique, notamment Michaël Privot dont le passé lié à la confrérie des Frères musulmans est jugé rédhibitoire.

## Publications

### Ouvrages
- Michaël Privot et Cedric Baylocq, Tareq Oubrou, Profession Imâm, Paris, Albin Michel, 2009
  - Traduit en arabe : (ar) Imâm fî Fransâ : Risâla wa-waẓîfa, Beyrouth, Jadawel, 2014
- Michaël Privot, Quand j’étais Frère Musulman : Parcours vers un islam des lumières, Paris, La Boîte à Pandore, 2017
- Michaël Privot et Ismaël Saidi, Mais au fait, qui était vraiment Mahomet ? Le prophète comme on ne vous l’a jamais raconté, Paris, Flammarion, 2018

### Articles
(décembre 2018).